# Angelica la Marchesa degli Angeli
Angelica la Marchesa degli Angeli (Angélique Marquise des Anges) è un romanzo del 1956 scritto da Anne e Serge Golon. Si tratta del primo di una serie di romanzi ambientati nella Francia del XVII secolo e aventi per protagonista Angelica.
In Italia il romanzo è stato pubblicato per la prima volta nel 1957 dalla casa editrice Garzanti. Successivamente il romanzo è stato ristampato diverse volte e, a partire dal 1965, è stato spesso ristampato diviso in due romanzi distinti intitolati Angelica la Marchesa degli Angeli (comprendente le prime due parti del romanzo) e Angelica e il giustiziato di Notre-Dame (comprendente le ultime due parti del romanzo). 

## Trama

### Marchesa degli Angeli (1645)
Francia, 1645. Angelica, figlia del barone Armando di Sancé de Monteloup trascorre un'infanzia felice nel suo paesino di provincia. 
Nell'estate del 1648, mentre Angelica è intenta a pescare con l'amico Nicola Merlot, figlio di contadini che coltivano le terre del barone, un gruppo di briganti fa un'incursione sulle terre dei baroni di Sancé seminando morte e desolazione. Oltre al furto di gran parte del bestiame, la scorreria ha causato anche alcune vittime, tra cui il padre di Nicola e sua sorella Francina, che morirà poco dopo in seguito ad una violenza subita dai briganti.
Alcuni mesi dopo, le condizioni finanziarie del barone, già molto disastrate, peggiorano enormemente tanto che i due figli Giovannino e Raimondo vengono cacciati dal collegio perché non possono più pagare la retta. Fortunatamente per lui, Molines, amministratore dei beni dei marchesi di Plessis-Bellière, lo convince a dare inizio ad un allevamento di asini da esportare anche all'estero.
Nell'inverno del 1648, al castello di Monteloup giunge il marchese di Plessis-Bellière e suo figlio Filippo, rispettivamente zio e cugino di Angelica, in cerca di un riparo per la notte prima di tornare al loro castello situato poco lontano. Il marchese informa il cugino Armando della drammatica situazione in cui sta vivendo la Francia: il piccolo re Luigi XIV, sua madre e il Cardinale Mazzarino sono stati costretti a fuggire da Parigi a causa della Fronda, un movimento politico di opposizione alla politica del cardinale guidato dal principe di Condé. Sebbene dimostri simpatia per il primo, Angelica non riesce invece a sopportare il carattere altezzoso del bel cugino. Colpita dalle sue prime mestruazioni, Angelica perde i sensi e quando si risveglia scopre con goia che i visitatori se ne sono già andati via.
Non molto tempo dopo giunge al castello il pastore Rochefort, ugonotto, il quale ha avuto la missione da parte di Antonio di Ridoué di Sancé, fratello del barone Armando, di recarsi al castello per sapere come vanno le cose. All'udire il nome del figlio Antonio che ha abiurato la fede cattolica ed è fuggito nelle Americhe, il vecchio barone di Ridoué, ha un malore e muore poche ore dopo. Alcuni giorni dopo, Giovannino lascia il castello alla volta de La Rochelle da dove intente imbarcarsi per le Americhe.
La stessa Angelica decide di partire alla volta delle Americhe con uno stuolo di bambini, tutti figli dei contadini che lavorano le terre del barone suo padre. La simpatica spedizione però breve durata e termina la stessa sera in cui era iniziata perché i bambini si perdono nelle foreste e si ritrovano a chiedere ospitalità ai frati dell'abbazia di Nieul. Dopo questo episodio il barone Armando si decide ad accettare un prestito da parte di Molines per poter mandare le figlie Angelica, Ortensia e Maddalena in convento dalle Orsoline ed i figli Raimondo e Gontrano dai padri gesuiti di Poitiers. Molines intanto prega il barone, in quanto nobile, di fare pressioni per ottenere la dispensa totale dai dazi per un quarto della loro produzione di muli.
Approfittando del fatto che la marchesa di Plessis-Bellière ha richiesto la piccola Angelica per sostituire una delle damigelle d'onore, il barone si reca al castello per parlare col cugino affinché lo aiuti ad ottenere la dispensa. Al castello Angelica viene derisa da alcuni paggi ed in preda alla rabbia esce fuori da esso e si arrampica su per il balcone di una stanza. Spiando all'interno di essa scopre che il principe di Condé, insieme allo zio Plessis-Bellière e ad altri nobili, tra cui Fouquet, stanno congiurando per assassinare il re, il fratello del re e Mazarino servendosi di un potente veleno: il |vetriolo romano. Appena il principe lascia la stanza, Angelica vi entra e ruba il cofanetto contenente il veleno e il patto sottoscritto dei congiurati e lo nasconde in una feritoia del castello. Tornata nel salone del castello e sentendo che suo zio davanti al principe parla male di suo padre Angelica fa su tutte le furie e accusa i presenti di congiurare contro il re. Presa in disparte dal principe, Angelica, temendo che lui possa farle del male, dice di aver lanciato false accuse solamente perché arrabbiata con suo zio. Il principe le crede e le promette anche di interessarsi al commercio di asini di suo padre.
Poco tempo dopo Angelica, Ortensia, Maddalena, Raimondo e Gontrano partono per Poitiers. Durante gli anni in cui è chiusa in convento Angelica vedrà morire di peste la sorellina Maddalena, farà la conoscenza con Vincenzo de' Paoli quando un giorno il sacerdote impedisce che la ragazza abbia un rapporto sessuale con un giovane paggio del re e apprenderà dai fratelli Raimondo, nel frattempo divenuto prete, e Dionigi della morte della loro madre.
Passano gli anni e anche la guerra civile termina con la vittoria delle truppe del re, il quale può così rientrare vincitore a Parigi.

### Matrimonio a Tolosa (1656-1660)
Nel 1656 Angelica viene fatta uscire dal convento perché la giovane è stata promessa sposa al ricco ma brutto Goffredo de Peyrac, conte di Tolosa. Riluttante alla cosa, Angelica si ritroverà costretta ad accettare le nozze quando Molines arriva a ricattarla che se essa non sposerà il conte, facendo così fallire la vendita della miniera del barone di Sancé, egli farà arrestare il padre per debiti.
Il giorno seguente giunge a Monteloup il marchese Bernardo D'Andijos, amico del conte, per sposare Angelica per procura. La sera delle nozze, Angelica, volendo impedire che sia il conte di Peyrac ad iniziarla all'amore, convince il suo amico d'infanzia Nicola a fare l'amore con lei per la prima volta. Prima che qualcosa possa succedere, i due vengono sorpresi nel granaio dall'anziano Guglielmo e da una zia di Angelica e Nicola si da alla fuga lasciando il paese per sempre. L'indomani Angelica parte per Tolosa, dove finalmente ha modo di incontrare e sposare religiosamente il conte di Peyrac. La sera delle nozze, Angelica mette bene in chiaro al marito il fatto che lei non avrà mai rapporti con lui e l'uomo accetta la cosa senza problemi.
Il tempo passa e la vita dei due coniugi trascorre tranquilla: Peyrac si dedica quasi completamente ai suoi esperimenti e alle feste di palazzo, mentre Angelica conduce una vita più riservata vivendo in un padiglione sulla Garonna. Una sera, dopo poco più di anno dal matrimonio, le si presenta la Voce d'oro del regno, l'ultimo dei trovatori della Linguadoca. Angelica si sente fortemente attratta da quell'uomo dotato di una voce e di una dialettica straordinaria e scambia con lui un bacio. Scoperto che dietro la maschera dell'uomo si cela nientemeno che suo marito, Angelica va su tutte le furie convinta che egli si sia solo preso gioco di lei. Successivamente a palazzo giunge il barone Benedetto di Fontenac, l'arcivescovo di Tolosa, il quale vuole indagare se siano vere le voci che il conte di Peyrac sarebbe in grado di produrre l'oro con la stregoneria. Tra il religioso e il conte nasce una discussione sulla scienza, sulla religione e sull'alchimia ed Angelica, standoli ad ascoltare, inizia a provare dei sentimenti verso l'uomo che ha sposato. Spaventato da un'esplosione avvenuta nel laboratorio di Peyrac, l'arcivescovo fugge dal palazzo. Apprendendo che suo marito è in grado, tra le altre cose, di creare del vetriolo, Angelica ricorda tutto della congiura ordita da Fouquet e dal principe di Condé per avvelenare Mazzarino, il re e suo fratello e decide di raccontare tutto al marito, il quale poi sospetta che qualcuno abbia origliato la loro conversazione.
Tempo dopo il cavaliere di Germontaz, nipote dell'arcivescovo, e l'abate Conan Bécher si recano al palazzo del conte di Peyrac e si intrattengono con lui parlando di scienza e chimica ed il conte mostra a loro e ad Angelica il suo laboratorio. Vedendo Goffredo così preso dalla passione per i suoi esperimenti, Angelica comprende finalmente di amarlo.
Una sera Angelica partecipa ad una corte d'amore tenutasi nel suo palazzo. Quando Goffredo inizia ad esibirsi cantando per i suoi ospiti, Angelica si sente a disagio essendo l'unica dama non accompagnata e si allontana recandosi in giardino, dove è raggiunta dal cavaliere di Germontaz il quale tenta di violentarla. A salvarla giunge in tempo Goffredo che sfida a duello il cavaliere e lo uccide. Subito dopo Angelica e Goffredo si recano nel padiglione sulla Garonna dove finalmente fanno l'amore.
L'arcivescovo chiude un occhio su quanto avvenuto al nipote ma costringe Peyrac a rivelare a Bécher, il suo segreto sulla fabbricazione dell'oro. Così circa due mesi dopo essi si recano accompagnati da Angelica, Andijos e Bernoulli presso la miniera del conte a Salsigne, dove il conte mostra al monaco il metodo di estrarre l'oro dal metallo tramite il processo noto come coppellazione. Poco tempo dopo, Clemente Tonnel chiese ai suoi padroni un congedo per tornare a Niort.
Nell'inverno 1658, mentre Mazzarino si reca sui Pirenei per concordare la pace con la Spagna e il matrimonio del re Luigi XIV con l'infanta figlia di Filippo IV, Angelica scopre di essere incinta. Mentre si trovano in un castello del conte nel Béarn, dove Angelica dà alla luce il suo primo figlio che viene chiamato Florimondo, giunge Andijos che informa Peyrac che il re, in viaggio per Saint-Jean-de-Luz, si recherà al Palazzo del Gaio Sapere a Tolosa. Angelica, desiderosa di vedere il re, è delusa del fatto che essendo ancora debilitata per il parto non potrà recarsi col marito a Tolosa per accoglierlo. Goffredo, per consolarla, le dice che cercherà di convincere il sovrano ad invitarli al suo matrimonio. Anche Andijos per consolare Angelica le dice che la corte e il Louvre non hanno nulla da invidiare al Palazzo del Gaio Sapere; poi parlando di Fouquet informa Angelica e Goffredo di averlo visto parlare con il loro ex maggiordomo Clemente Tonnel.
Giorni dopo Goffredo torna da Tolosa e racconta ad Angelica della festa in onore del re. Quando l'uomo la informa che il re pur essendo rimasto soddisfatto avrebbe fatto notare ad un cortigiano di essere stanco di vedere sudditi come Fouquet che organizzano ricevimenti fastosi, Angelica si sforza di ricordare un particolare del suo passato sul quale rimugina da giorni e alla fine riesce a ricordare che Clemente Tonnel era il valletto del principe di Condé. Angelica inquieta si domanda quindi se il loro ex maggiordomo la stava spiando per conto di Condé o di Fouquet e Goffredo la rassicura dicendole che la sua è solo una fervida immaginazione.
Mesi dopo Goffredo ed Angelica vengono invitati alle nozze del re a Saint-Jean-de-Luz. Mentre partono da Tolosa, Angelica ha come il presentimento che non avrebbe mai più rivisto la città e il Palazzo del Gaio Sapere.

### I corridoi del Louvre (maggio 1660 - settembre 1660)
Durante i festeggiamenti per le nozze del re, Angelica ha modo di conoscere, oltre al sovrano, la regina madre, il cardinale Mazzarino, Monsieur, il fratello del re, e la Grande Mademoiselle di cui diventa amica. La sera delle nozze, però, Goffredo sembra essere misteriosamente scomparso e Péguilin de Lauzun, insinua in Angelica il dubbio che possa essere stato arrestato. Inizialmente la donna non gli crede, ma dovrà in parte ricredersi quando, nel cuore della notte, Kuassi-Ba corre ad avvertirla che Goffredo è stato assalito e rapito da degli sconosciuti.
Angelica decide di seguire la corte che fa rientro a Parigi. Durante il viaggio la carrozza sulla quale viaggia viene assalita da dei briganti e finisce in un fosso. Una volta giunta a Parigi nel quartiere di San Paolo dove sorge il palazzo di proprietà del conte di Peyrac, Angelica apprende che il palazzo è stato posto sotto sequestro e che suo marito sembra essere stato rinchiuso alla Bastiglia. Non avendo altro luogo dove andare, la donna si reca a casa della sorella Ortensia, la quale inizialmente non vuole accoglierla in casa perché teme che la sua presenza possa compromettere la carriera del marito, procuratore del re. Sarà proprio Gastone Fallot, a permettere ad Angelica di restare e la informerà che il conte di Peyrac è affettivamente detenuto alla Bastiglia ma senza che sia nota la sua identità e la ragione del suo arresto. Il giorno seguente Fallot presenta ad Angelica Francesco Desgrez, un giovane e brillante avvocato che accetta di occuparsi del caso.
Nella speranza di ottenere informazioni più precise sull'arresto del marito, Angelica si rivolge alla Grande Mademoiselle, la quale si offre di aiutarla avvisandola però che per avere informazioni bisognerà prima attendere l'ingresso del re a Parigi. Mentre lascia le Tuileries Angelica viene avvicinata dal Cavaliere di Lorena che l'avverte che Monsieur l'aspetta nel tardo pomeriggio per discutere con lei di Goffredo. Quando più tardi torna a palazzo con la sua domestica Margherita, la donna viene avvisata dal Cavaliere di Lorena che Monsieur a causa di un contrattempo è stato costretto a spostare il loro incontro al giorno seguente. L'uomo poi mostra loro una scala attraverso la quale le due donne potranno uscire dal palazzo. Mentre stanno scendendo le scale Margherita viene assalita ed uccisa da dei briganti. Angelica torna indietro a chiedere aiuto e nei corridoi incontra il Marchese di Vardes, il quale, dopo aver abusato sessualmente di lei, la riconduce alla dimora del procuratore Fallot. Il mattino seguente Desgrez informa Angelica che Peyrac è stato arrestato con l'accusa di essere uno stregone e che in caso di processo potrebbe rischiare la condanna al rogo.
Alcuni mesi più tardi, nel luglio 1660, il re fa il suo ingresso trionfale a Parigi. Ortensia e sua sorella Angelica vengono invitate da Atenaide di Tonnay-Charente, vecchia amica di Ortensia, ad unirsi a lei per assistere al corteo del sovrano dal Palazzo di Beauvais. Più tardi Caterina di Beauvais, l'anziana padrona del palazzo, prende in disparte Angelica e le comunica che un signore anonimo le offre un castello e centomila lire di rendita a patto che lei dimentichi tutta la faccenda riguardante il marito. Scioccata Angelica ne parla a Desgrez il quale le rivela che tramite alcune spie è riuscito a scoprire che dietro l'arresto del conte di Peyrac c'è lo zampino di Fouquet e che è stato Monsieur a tendere alla donna un tranello al Louvre e a cercare di farla assassinare. Angelica rivela quindi all'avvocato tutta la faccenda del cofanetto del veleno avvenuta anni prima al castello del Plessis-Bellière.
Desgrez giunge quindi alla conclusione che Fouquet, sospettando che Angelica fosse in possesso di un pericoloso segreto che lo riguardava, ha incaricato la sua spia Clemente Tonnell di indagare. Scoperto che era stata Angelica a far scomparire il cofanetto col veleno e che lei sola e il marito conoscono il luogo del suo nascondiglio, Tonnell tornò da Fouquet per comunicargli le sue scoperte e da quel momento si decise di colpire Peyrac facendolo arrestare con l'accusa di stregoneria e di metterne a tacere la moglie con le buone o con le cattive. Quando Desgrez dice ad Angelica che forse le converrebbe accettare l'offerta di Fouquet per avere almeno salva la vita la donna si indigna e lo caccia via. Giorni dopo fa ritorno Andijos da Tolosa e avvisa Angelica che tutti i beni del conte di Peyrac sono stati sequestrati. Angelica lo saluta augurandogli di ottenere una carica a corte.
Successivamente la Grande Mademoiselle manda a chiamare Angelica e le conferma quanto la donna già sa dietro l'arresto del marito. La donna fa in modo che Angelica abbia un colloquio privato con il re, nel corso del quale il sovrano ribadisce che Peyrac, stregone o meno, è un suddito pericoloso perché con tutto il suo oro potrebbe in ogni momento organizzare una rivolta contro di lui. Nonostante Angelica difenda il marito affermando che è un suddito molto più fedele di molti altri che stanno vicini al re, il sovrano non cambia idea circa il fatto che il conte debba essere processato per i crimini di cui è accusato.
Terminato il colloquio col re, Angelica scopre di essere seguita lungo i corridoi del Louvre da alcuni uomini e temendo per la propria vita si rifugia in una stanza. Nella stanza entrano perà anche i tre uomini che la seguivano che si rivelano essere Monsieur, Lorena e Tonnell. Monsieur informa la donna che per il segreto che conosce deve morire e Angelica è costretta dai tre a bere del veleno. Fingendo di essere in punto di morte Angelica convince i tre a lasciarla morire da sola e, appena i tre lasciano la stanza, si getta fuori dalla finestra finendo in un cortile interno dove, per salvarsi la vita, si provoca il vomito rigettando il veleno assunto. Angelica, sempre inseguita dai tre uomini, poi si precipita nel salottino della principessa Enrichetta chiedendo ai presenti aiuto e rivelando che Monsieur ha cercato di ucciderla. Il fratello del re nega tutto affermando che la donna sta farneticando perché posseduta dal demonio e prega i nobili presenti di lasciare la stanza. Appena i nobili escono i tre uomini tentano di uccidere Angelica, ma giungono in tempo Bernardo d'Andijos e Péguilin di Lauzun a salvarla. Nello scontro Andijos uccide Tonnel e conduce via Angelica indicandogli poi un luogo dove nascondersi mentre lui conduce le guardie lontano da lei. Angelica poi perde i sensi e viene condotta al sicuro da un gruppo di commedianti italiani presso l’appartamento del pittore Van Ossel. Quando la donna rinviene scopre che suo fratello Gontrano lavora insieme al pittore olandese e lo prega di accompagnarla alla taverna dei "Tre Magli", dove spera di trovare Desgrez.

### Il giustiziato di Notre-Dame  (settembre 1660 - febbraio 1661)
Dopo aver trovato Desgrez nella taverna, Angelica si reca con lui al Tempio per parlare con suo fratello Raimondo. L'uomo decide di aiutare la sorella e per proteggerla le trova anche un alloggio per lei e il figlio dentro le mura del Tempio. Successivamente Angelica scopre che anche Francesca d'Aubigné, la vedova del poeta Scarron che aveva conosciuto il giorno dell'ingresso a Parigi del re, alloggia lì e ne diventa amica. Un giorno Kuassi-Ba fa ritorno da Angelica e la donna, non avendo più soldi per poterlo mantenere, viene convinta dal moro a venderlo alla contessa di Soissons. Tempo dopo Angelica viene informata da Desgrez che il processo al conte di Peyrac avrà luogo ma che, nonostante l'accusa di stregoneria, non è stato possibile fare in modo che l'uomo compaia dinanzi ad un tribunale ecclesiastico. L'avvocato è inoltre preoccupato del fatto che l'accusa porterà in tribunale come prova il verbale di un esorcismo praticato sul conte di Peyrac da tre ecclesiastici, tra i quali il monaco Bécher, i quali hanno dichiarato che l'uomo era posseduto dal diavolo. Dopo aver parlato con Peyrac alla Bastiglia, Desgrez apprende che il punzone usato da Bécher durante il presunto esorcismo era truccato in modo tale da cacciare nelle carni un ago facendolo così urlare e ritenere dagli altri presenti come posseduto e cerca un modo per invalidare quel verbale. In loro aiuto giunge Raimondo che presenta a Desgrez e alla sorella il reverendo padre Kircher, grande esorcista di Francia, il quale durante la notte di Natale compie su Peyrac un esorcismo al termine del quale dichiara che l'uomo non è posseduto dal diavolo. 
Il 20 gennaio 1661, nel Palazzo di Giustizia ha inizio il processo al conte di Peyrac. L'accusa fa testimoniare prima il monaco Conan Bécher, che afferma che Peyrac è in grado di creare non solo l'oro ma anche creature mostruose; poi Carmencita di Mérecourt, ex amante di Goffredo ora novizia in un convento, che accusa l'uomo di averle fatto un maleficio e di continuare a tormentare lei e le altre suore nel convento dove vive. Quando la parola passa alla difesa, Desgrez chiama a testimoniare Roberto Davesne, apprendista fabbro, che dichiara di aver creato per Bécher il punzone a molla truccato usato durante l'esorcismo compiuto su Peyrac. Tuttavia essendo il testimone minorenne, il presidente della corte non riconosce come ammissibile la sua testimonianza. Ha poi luogo la dimostrazione dell'estrazione dell'oro dal piombo tramite la copellazione al fine di dimostrare alla corte che non vi è nulla di diabolico in questo processo.  Desgrez poi legge alla corte la dichiarazione di padre Kircher dove si afferma che Peyrac non è posseduto dal diavolo e affermo che lo stesso esorcista sta per presentarsi in tribunale per confermare davanti a loro la sua dichiarazione. Improvvisamente però irrompe nell'aula il luogotenente di polizia per informare che il corpo di padre Kircher è stato ripescato dalla Senna. Uno dei giudici accusa Desgrez di aver fatto assassinare padre Kircher per impedirgli di smentire la dichiarazione che ha presentato e il presidente della corte dichiara la dichiarazione nulla. Peyrac viene così ritenuto colpevole di stregoneria e condannato ad essere bruciato sul rogo in piazza di Grève. La corte condanna anche Fritz Hauer all'impiccagione e Kuassi-Ba alla galera a vita, rei di essere complici di Peyrac. Angelica, distrutta lascia il Palazzo di Giustizia e fa ritorno al Tempio trovandovi però le porte chiuse a causa della tarda ora. Mentre attende fuori la riapertura delle porte viene raggiunta da Desgrez che la informa che le guardie hanno tentato di arrestarlo e che ora è costretto a fuggire lontano da Parigi. L'uomo consiglia anche ad Angelica di sparire dalla circolazione, poi le dà dei soldi da consegnare al carnefice Aubin affinché strangoli suo marito sulla pira del rogo, per evitargli l'agonia tra le fiamme.
La mattina dell'esecuzione Angelica decide di farsi coraggio e di restare vicina al marito fino alla fine; si reca quindi in piazza di Grève dove rimane sconvolta nel vedere che Fritz Hauer è già stato giustiziato. Ricordato che prima del rogo Peyrac sarà condotto sul sagrato di Notre-Dame per fare ammenda dei suoi peccati, Angelica si reca sul luogo appena in tempo per vedere il marito cantare una canzone in lingua d'oc. Furioso il monaco Bécher colpisce la bocca del condannato con un crocifisso d'avorio, alché Peyrac, furioso, lo maledice dandogli appuntamento entro un mese davanti al tribunale di Dio. Peyrac viene quindi condotto in piazza di Grève e bruciato sul rogo. Angelica, giunta sul luogo, all'udire delle grida levarsi dal condannato col volto incappucciato sviene.
Dopo aver ripreso i sensi nella bottega del salumaio in piazza di Grève, Angelica ha le doglie e si fa portare all'ospedale dove da alla luce un bambino che, come ultimo desiderio di Goffredo, viene chiamato Cantor. Angelica poi riprende la sua solita vita finché un pomeriggio viene convocata dal podestà del Tempio che la informa che il grande priore vuole che lasci il recinto del Tempio il prima possibile. Angelica decide di andarsene quella sera stessa, si reca dalla sorella Ortensia e lascia Florimondo e Cantor alla domestica Barbara pregandola di allevarli, dopodiché si allontana scomparendo per le vie di Parigi.

## Storia editoriale
Nel 1952 la scrittrice francese Simone Changeux, residente col marito Vsevolod Sergeïvich Goloubinoff a Versailles, iniziò a lavorare su un romanzo storico ambientato nella Francia del XVII secolo con protagonista una eroina femminile. Il marito aiutò la donna nelle ricerche storiche e fu lui a proporre all'agenzia Opera Mundi il manoscritto della moglie
Il romanzo, intitolato Angélique e composto da oltre 900 pagine, venne pubblicato per la prima volta in Germania nell'autunno 1956 dalla casa editrice Lothar Blanvalet Verlag e la sua autrice venne accreditata con lo pseudonimo di Anne Golon. In Francia il romanzo venne editato dagli editori Colbert e Trévise diviso in due romanzi separati intitolati Angélique Marquise des Anges (1957) e Angélique, le Chemin de Versailles (1958) ed accreditato sotto i nomi di Anne e Serge Golon. Inizialmente l'agenzia pensava che il libro avrebbe avuto più successo se accreditato come opera di uno scrittore e non di una scrittrice; ma Vsevolod riuscì a fare in modo che esse venisse pubblicato come opera sua e della moglie sotto pseudonimo. Gli editori britannici del romanzo lo accreditarono come opera di Sergeanne Golon.

## Errori
- In alcune parti del romanzo la contessa di Soissons viene erroneamente chiamata duchessa di Soissons.
- Nel romanzo, durante una pausa del processo al conte di Peyrac, un avvocato parla del processo per stregoneria dell'abate Grandin, che fu bruciato vivo per aver stregato le religiose di Loudun. In realtà il nome dell'uomo era Grandier, non Grandin, e non era un abate ma un prete.

## Adattamenti
Il romanzo è stato trasportato sullo schermo nel 1964 nel film Angelica, diretto da Bernard Borderie ed interpretato da Michèle Mercier e Robert Hossein. Il film, primo di una serie di cinque film tutti diretti da Borderie, ottenne un successo mondiale.
Nel 1995 Robert Hossein ha realizzato uno spettacolo teatrale su Angelica, intitolato Angélique Marquise des Anges ed interpretato da Cécile Bois e dallo stesso Hossein. Lo spettacolo è stata recitato dal settembre 1995 al febbraio 1996 al Palais des Sports di Parigi.
Nel 2013 il romanzo è stato nuovamente trasportato sullo schermo nel film Angelica, diretto da Ariel Zeitoun ed interpretato da Nora Arnezeder e Gérard Lanvin. Il film si è rivelato un fiasco clamoroso.

## Edizioni
Tutte le edizioni italiane usano la traduzione di Pierluigi Cecioni.
- 1957 - Garzanti (collana "Il Milione")
- 1962 - Garzanti (collana "Romanzi Moderni")
- 1964 - Garzanti (collana "Romanzi Moderni")
- 1964 - Garzanti (collana "Romanzi e Realtà")
- 1965 - Garzanti (collana "Romanzi e Realtà") — diviso nei due volumi Angelica, la Marchesa degli Angeli e Angelica e il giustiziato di Nôtre-Dame
- 1966 - Garzanti (collana "Romanzi e Realtà") — diviso nei due volumi Angelica, la Marchesa degli Angeli e Angelica e il giustiziato di Nôtre-Dame
- 1975 - Garzanti (collana "Eroi e Eroine")
- 1977 - Euroclub
- 1981 - Vallardi
- 1991 - Garzanti — diviso nei due volumi Angelica, la Marchesa degli Angeli e Angelica e il giustiziato di Nôtre-Dame
- 1997 - Tea Due — diviso nei due volumi Angelica, la Marchesa degli Angeli e Angelica e il giustiziato di Nôtre-Dame